# Valdefinjas
Valdefinjas község Spanyolországban,  Zamora tartományban. Valdefinjas Toro községgel határos. Lakosainak száma 59 fő (2024).

## Népesség
A település népessége az utóbbi években az alábbiak szerint változott:
| Lakosok száma | 103  | 93   | 83   | 80   | 61   | 55   | 51   | 55   | 61   | 59   |
|               | 2001 | 2004 | 2007 | 2009 | 2012 | 2014 | 2017 | 2019 | 2022 | 2024 |